# Bosch (Familienname)
Bosch ist ein deutscher Familienname.

## Namensträger

### A
- Agnello van den Bosch (1883–1945), belgischer Ordensgeistlicher
- Aida Bosch (* 1964), deutsche Soziologin und Hochschullehrerin
- Alba Vergés i Bosch (* 1978), spanische Politikerin
- Albert Bosch (Mikrobiologe) (auch Alberto Bosch Navarro; * 1951), spanischer Mikrobiologe und Hochschullehrer
- Albert H. Bosch (Albert Henry Bosch; 1908–2005), US-amerikanischer Jurist und Politiker
- Alexis Bosch (* 1966), kubanischer Jazzmusiker
- Alfred Bosch (Wirtschaftswissenschaftler) (1926–2019), deutscher Wirtschaftswissenschaftler
- Alfred Bosch (Schriftsteller) (Alfred Bosch i Pascual; * 1961), spanischer Schriftsteller, Politiker und Hochschullehrer
- Alice Gertrud Bosch-Gwalter (* 1926), Schweizer Ärztin und Verlegerin
- Andreu Bosch (Andreu Bosch i Pujol; 1931–2004), spanischer Fußballspieler
- Andrés Bosch (Andreu Bosch i Girona; 1903–1978), spanischer Fußballspieler
- Anna Bosch (Mäzenin) (1864–1949), deutsche Mäzenin
- Anna Bosch (Moderatorin) (* 1973), deutsche Fernsehmoderatorin
- Anneke Bosch (* 1993), südafrikanische Cricketspielerin
- Anthon Bosch (* 1996), schwedisch-südafrikanischer Snowboarder
- Anton Bosch (* 1934), russlanddeutscher Historiker

### B
- Barbara Bosch (* 1958), deutsche Politikerin, Oberbürgermeisterin von Reutlingen
- Bernhard Bosch (1904–2004), deutscher Erziehungswissenschaftler und Hochschullehrer
- Berthold Bosch (1930–2019), deutscher Ingenieur

### C
- Carl Bosch (Politiker) (1797–1883), deutscher Arzt und Politiker
- Carl Bosch (1874–1940), deutscher Chemiker und Industrieller
- Carl Friedrich Alexander Bosch (1843–1904), deutscher Industrieller
- Carles Bosch (* 1952), spanischer Journalist, Filmregisseur und Dokumentarfilmer
- Carles Bosch de la Trinxeria (1831–1897), katalanischer Schriftsteller
- Clemens Bosch (Clemens Emin Bosch; 1899–1955), deutscher Althistoriker und Numismatiker
- Cornelia Bosch (1925–1945), niederländische Widerstandskämpferin
- Crisant Bosch (1907–1981), spanischer Fußballspieler

### D
- David Bosch (1929–1992), südafrikanischer Missionswissenschaftler
- Doris Bosch (1931–2017), deutsche Erziehungswissenschaftlerin

### E
- Edith Bosch (* 1980), niederländische Judoka
- Emma Bosch (1971–1994), spanische Skirennläuferin
- Engelbertus Batavus van den Bosch (1789–1851), niederländischer Seeoffizier der Koninklijke Marine und Politiker
- Erich Bosch (1892–1968), Schweizer Chirurg
- Ernst Bosch (1834–1917), deutscher Maler
- Erwin Bosch (1933–2022), deutscher Heimatforscher
- Etienne Bosch (1863–1933), niederländischer Maler
- Eva Bosch (* 1941), österreichische Malerin und Grafikerin

### F
- Facundo Bosch (* 1991), argentinischer Rugby-Union-Spieler
- Florian Bosch (Floriano Bosi; 1900–1972), deutscher Bildnis- und Landschaftsmaler und Vertreter der Neuen Sachlichkeit
- Francisco Bosch (* 1982), spanischer Schauspieler
- Françoise van den Bosch (1944–1977), niederländische bildende Künstlerin
- Franz Bosch (* 1939), deutscher Reiter
- Fridolin Bosch (1889–1964), deutscher Architekt
- Friedrich Bosch (Radsportler) (1887–1950), russischer Radsportler
- Friedrich Bosch (Maler) (1893–1950), deutscher Maler
- Friedrich Wilhelm Bosch (1911–2000), deutscher Jurist und Hochschullehrer
- Fritz Bosch (1940–2016), deutscher Physiker

### G
- Gerald Bosch (* 1949), südafrikanischer Rugby-Union-Spieler
- Gerard Bosch van Drakestein (1887–1972), niederländischer Radrennfahrer
- Gerda van den Bosch (1929–2021), niederländische Bildhauerin
- Gerhard Bosch (Mediziner) (1918–2011), deutscher Psychiater
- Gerhard Bosch (Soziologe) (* 1947), deutscher Sozialwissenschaftler und Hochschullehrer
- Gijs Bosch Reitz (1860–1938), niederländischer Maler
- Günther Bosch (* 1937), rumänisch-deutscher Tennisspieler und -trainer

### H
- Hans Bosch (Autor) (* 1939), deutscher Autor
- Hans Bosch (General) (* 1947), niederländischer Brigadegeneral und Hochschullehrer
- Hans Rudolf Bosch-Gwalter (1925–2019), Schweizer Arzt und Verleger
- Hartmut Bosch (* 1941), deutscher Ministerialbeamter
- Heinrich Bosch (1896–1956), deutscher Genealoge
- Helmut Bosch (1954–2014), deutscher Kaufmann und Filmemacher
- Hermann Bosch (1891–1916), deutscher Fußballspieler
- Hieronymus Bosch (um 1450–1516), niederländischer Maler
- Hippolyte Van den Bosch (1926–2011), belgischer Fußballspieler
- Hugo von Bosch (1782–1865), deutscher Generalleutnant
- Hugo Bosch (Ingenieur) (1929–1989), niederländischer Ingenieur, Wirtschaftswissenschaftler und Hochschullehrer

### I
- Ise Bosch (* 1964), deutsche Stiftungsgründerin

### J
- Jacob Pieter van den Bosch (Jac. van den Bosch; 1868–1948), niederländischer Möbeldesigner
- Jaime Felipe José Bosch (1826–1895), spanischer Gitarrist und Komponist
- Jaime Milans del Bosch (1915–1997), spanischer General
- Jakob Bosch († 1568), deutscher Literaturwissenschaftler
- Jean Van Den Bosch (Radsportler) (1898–1985), belgischer Radsportler
- Jean van den Bosch (Diplomat) (1910–1985), belgischer Diplomat
- Jeltje de Bosch Kemper (1836–1916), niederländische Frauenrechtlerin
- Jeroen Bosch (um 1450–1516), niederländischer Maler, siehe Hieronymus Bosch
- Jeroen Bosch (Schachspieler) (* 1970), niederländischer Schachspieler
- Jesse Bosch (* 2000), niederländischer Fußballspieler
- Jewgenija Bogdanowna Bosch (1879–1925), deutsch-russische Parteifunktionärin (SDAPR)
- Jimmy Bosch (* 1959), US-amerikanischer Posaunist
- Johann Baptist Bosch (1873–1932), deutscher Ingenieur und Baubeamter, siehe Boschbrücke
- Johann Lonaeus van den Bosch (auch Johannes Lonäus Boscius; 1514–1585), Mediziner, Rhetoriker und Hochschullehrer
- Johann Wilhelm Bosch (1782–1861), deutscher Gärtner
- Johannes van den Bosch (auch Jan van den Bosch; 1780–1844), niederländischer Generalleutnant und Kolonialgouverneur
- John Bosch (* 1964), niederländischer Automobilrennfahrer
- Jordi Bosch (1739–1800), mallorquinischer Orgelbauer und königlich-spanischer Hoforgelbauer
- Jorrit Bosch (* 1997), deutscher Politiker (Die Linke)
- José Manuel Lara Bosch (um 1947–2015), spanischer Medienunternehmer
- Josef Bosch (1809–1881), deutscher Apotheker und Ratsherr
- Josep Irla i Bosch (1876–1958), katalanischer Politiker
- Juan Bosch (1909–2001), dominikanischer Politiker und Schriftsteller, Präsident 1963
- Juan Bosch (Regisseur) (1925–2015), spanischer Filmregisseur
- Juan Plans Bosch (1913–1997), spanischer Radrennfahrer

### K
- Kai Robin Bosch (* 1997), deutscher Autor und Slam-Poet
- Karl Bosch (Verwaltungsbeamter) (1797–1876), deutscher Verwaltungsbeamter
- Karl Bosch (Fabrikant) (auch Carl Bosch; 1851–1937), deutscher Fabrikant und Handelsdiplomat
- Karl Bosch (Statistiker) (* 1937), deutscher Statistiker
- Kurt Bosch (1922–1986), deutscher Motorsportler, OMK-Präsident und FIM-Vizepräsident

### L
- Linda Bosch (* 1983), deutsche Filmeditorin
- Lodewijk Hendrik Nicolaas Bosch van Rosenthal (1884–1953), niederländischer Jurist und Politiker
- Ludwig Bosch (Fabrikant) (1829–1896), deutscher Feinmechaniker und Fabrikant
- Ludwig Bosch (Architekt) (1910–1984), deutscher Architekt und Innenarchitekt

### M
- Manfred Bosch (* 1947), deutscher Schriftsteller
- Marcelo Bosch (* 1984), argentinischer Rugby-Union-Spieler
- Marcelo Bosch (* 1984), argentinischer Rugby-Union-Spieler
- Marcus Bosch (* 1969), deutscher Dirigent
- Margarete Fischer-Bosch (1888–1972), deutsche Politikerin
- Mariano Bosch (* 1962), argentinischer Rugby-Union-Spieler
- Martha Maria Bosch (Martha Maria Haidle; 1917–1997), deutsche Schriftstellerin
- Miel Van Den Bosch (vor 1924–nach 1963), belgischer Radrennfahrer und Schrittmacher, siehe Emile Vandenbosch
- Miguel Bosch (1905–??), argentinischer Segler
- Minca Bosch Reitz (1870–1950), niederländische Bildhauerin und Autorin
- Mónica Bosch (* 1972), spanische Skirennläuferin

### N
- Nadir Bosch (* 1973), französischer Hindernisläufer
- Nikolaus Bosch (* 1965), deutscher Jurist und Hochschullehrer

### O
- Oliver Bosch (* 1972), deutscher Neurobiologe, Tierphysiologe und Hochschullehrer
- Orlando Bosch Ávila (1926–2011), kubanischer Terrorist
- Otto Bosch (1894–1979), deutscher Lehrer und Kreisleiter

### P
- Patrick Bosch (1964–2012), niederländischer Fußballspieler
- Paul van den Bosch (Maler) (1615–1655), niederländischer Maler
- Paul van den Bosch (Trainer) (* 1957), belgischer Trainer und Autor
- Paul Bosch (Rugbyspieler) (* 1984), südafrikanisch-deutscher Rugby-Union-Spieler
- Paula Bosch (1889–1974), Tochter von Robert und Anna Bosch, Ehrenbürgerin von Tübingen, siehe Paula Zundel
- Paula Bosch (* 1956), deutsche Sommelière
- Pere Bosch i Gimpera (1891–1974), spanisch-mexikanischer Prähistoriker und Politiker
- Pere Maria Orts i Bosch (1921–2015), spanischer Schriftsteller, Historiker, Heraldiker und Kunstsammler
- Peter Bosch (Linguist) (1949–2016), deutscher Linguist und Kognitionswissenschaftler
- Peter Bosch (Künstler) (* 1958), niederländischer Performancekünstler
- Peter Bosch (Schauspieler) (* 1969), deutscher Schauspieler und Stuntman
- Pieter Van den Bosch (auch Jeng Van den Bosch; 1927–2009), belgischer Fußballspieler und -trainer

### R
- Reinhold Bosch (1887–1973), Schweizer Archäologe
- Robert Bosch (1861–1942), deutscher Ingenieur und Industrieller
- Robert Bosch jun. (1928–2004), deutscher Unternehmer
- Rudolf Bosch (* 1952), deutscher Pädagoge und Bildungspolitiker
- Ruud Bosch (* 1984), niederländischer Badmintonspieler

### S
- Siegfried Bosch (* 1944), deutscher Mathematiker
- Sigisbert Chrétien Bosch-Reitz (auch Gijs Bosch Reitz; um 1860–1938), niederländisch-deutscher Maler, Zeichner, Grafiker und Kunsthistoriker
- Susanne Bosch (* 1967), deutsche Künstlerin

### T
- Theo Bosch (Ingenieur) (Theodor Bosch; 1929–2020), deutscher Vermessungsingenieur
- Theo Bosch (Architekt) (Theodorus Johannes Bosch; 1940–1994), niederländischer Architekt
- Thierry van den Bosch (* 1974), französischer Motorradrennfahrer
- Thomas C. G. Bosch (* 1955), deutscher Biologe und Zoologe
- Tom Van Den Bosch (* 1985), belgischer Cyclocrossfahrer

### U
- Ulrich Bosch (Jurist) (1942–2004), deutscher Jurist
- Ulrich Bosch (Mediziner) (* 1957), deutscher Unfallchirurg und Traumatologe
- Ulrich Bosch (Maler) (* 1966), deutscher Maler

### V
- Vajèn van den Bosch (* 1998), niederländische Musicaldarstellerin

### W
- Walter Bosch (* 1944/1945), Schweizer Journalist, Unternehmer und Wirtschaftsmanager
- Werner Bosch (Wirtschaftswissenschaftler) (1901–1970), deutscher Wirtschaftswissenschaftler und Hochschullehrer
- Werner Bosch (1916–1992), deutscher Orgelbauer, siehe Werner Bosch Orgelbau
- Wilhelm Anton van den Bosch (1764–1843), deutscher Fabrikant, Großgrundbesitzer und Politiker
- Wolfgang Bosch (* 1961), deutscher Jurist, Anwalt und Autor

### X
- Xavier Bosch i Sancho (* 1967), katalanischer Journalist und Schriftsteller